# Le Mans
Le Mans (kiejtés: ləmɑ̃) város Franciaországban, Loire mente régió Sarthe megyéjének székhelye (prefektúra). Franciaország kulturális és történelmi városa címet viseli.
A város a Loire egyik mellékfolyója, a Sarthe partján terül el. Nevét világszerte a 24 órás autósversenyekről ismerik, amelyeket 1923 óta tartanak.

## Története
A város helyén gall és római település is volt, de igazán jelentős akkor lett, amikor a XII. században az Anjou-családból származó V. Gottfried, Anjou grófja feleségül vette Hódító Vilmos unokáját, Matildát, s ezzel Normandia hercege is lett. Ez volt a székhelye egy időn át, itt is temették el a város katedrálisában, bár sírja már nincs meg. Fia, II. Henrik angol király ide tért vissza idős korában. Unokája, Oroszlánszívű Richárd is élt itt feleségével, Navarrai Berengáriával, aki pedig ideje nagy részét itt töltötte. Pusztított itt a százéves háború, de a vallásháború is. 1793-ban pusztítást okozott a Le Mans-i csata is. A város nevezetes lakosa volt az író Pierre de Ronsard, és később a szatirikus költő Paul Scarron. Le Mans a 18.-19. században jelentős iparvárossá fejlődött, itt kezdődött meg, Amédée-Ernest Bollée gyárában a franciaországi autógyártás, majd az autóversenyzés is.

## Demográfia
A népesség az elmúlt években az alábbi módon változott:
| Lakosok száma | 143 599 | 143 325 | 146 804 | 142 946 | 143 252 | 143 847 | 145 155 | 145 004 | 145 182 |
|               | 2012    | 2015    | 2016    | 2017    | 2018    | 2019    | 2020    | 2021    | 2022    |

| Év   | Lakosság |
| ---- | -------- |
| 1962 | 132 181  |
| 1968 | 143 246  |
| 1975 | 152 285  |
| 1982 | 147 697  |

| Év   | Lakosság |
| ---- | -------- |
| 1990 | 145 502  |
| 1999 | 146 105  |
| 2006 | 141 432  |
| 2010 | 142 626  |

## Közlekedés
Le Mans Párizsból egy óra alatt elérhető TGV vonatokkal. Főpályaudvarát három vasútvonal is érinti: a Párizs–Brest, a Tours–Le Mans és a Le Mans–Angers-vasútvonal. A városban 2007 óta villamos is közlekedik.

## Látnivalók

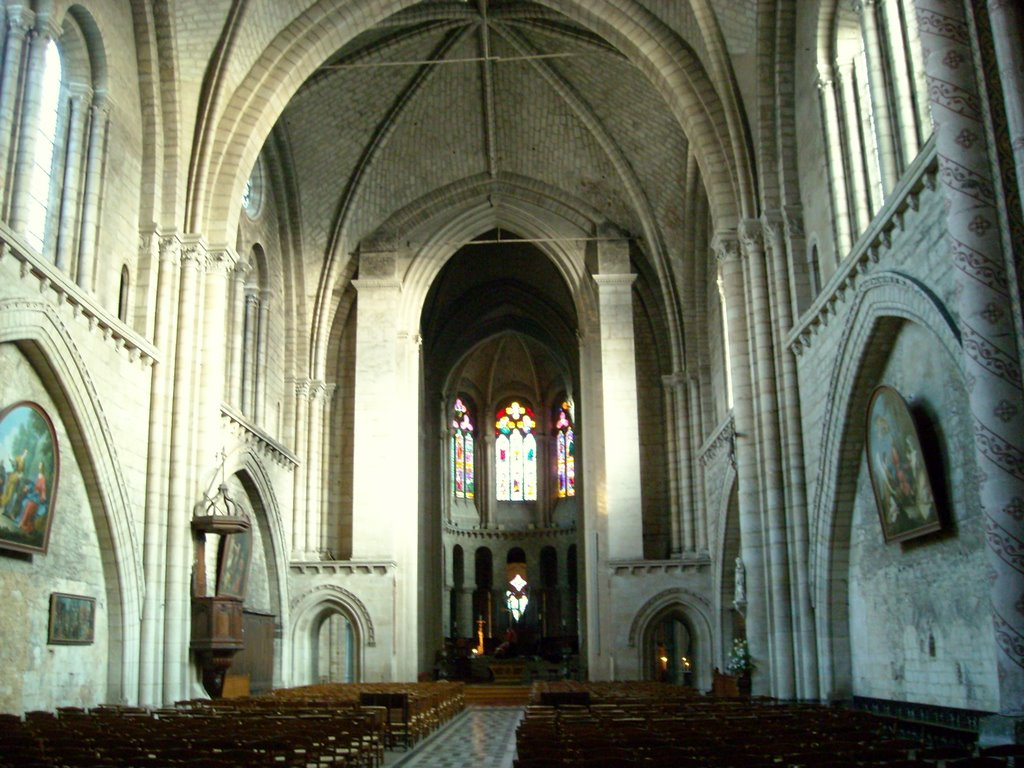
Église de la Couture

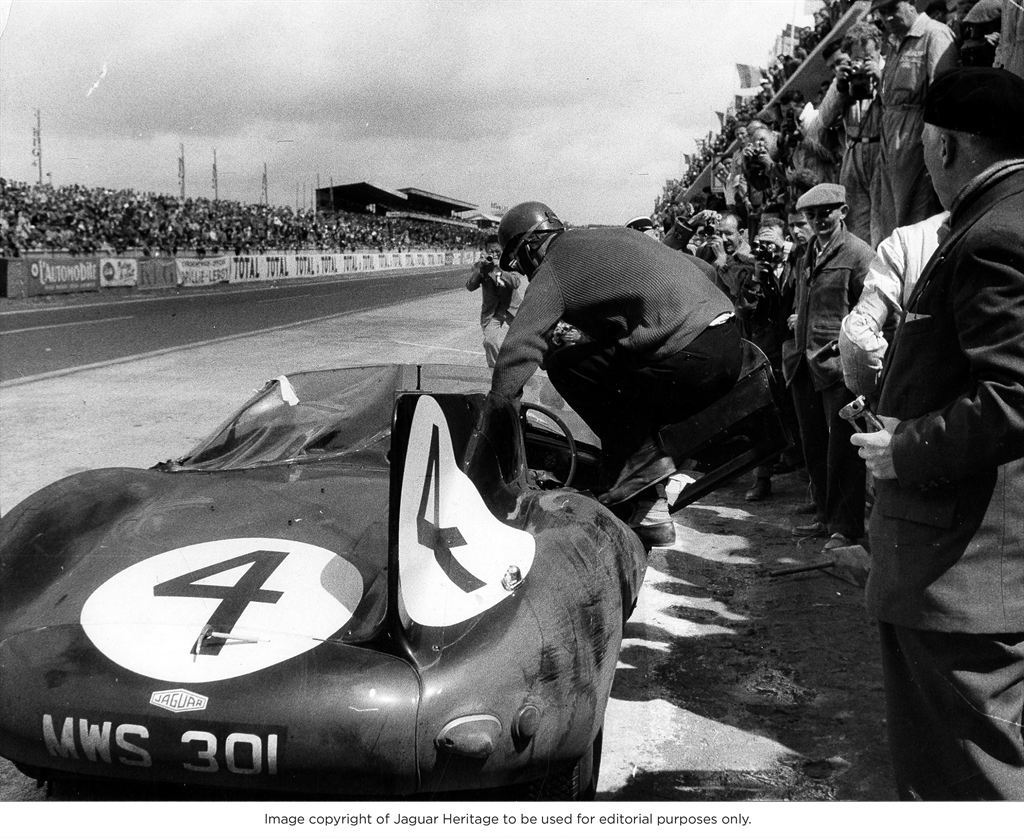
A Le Mansi verseny 1956-ban

- Cathédrale St-Julien – évszázadok alatt épült fel a város főtemploma, a főhajó még román stílusban készült, a többi rész a gótikus építészet különböző szakaszainak jellegzetességeit mutatja, de már a reneszánsz elemei is megjelennek. Az oldalbejárata fölé 64 méteres torony magasodik.
- Musée de Tessé – a város szépművészeti múzeuma.
- Église de la Couture – a templom jelentős része a XI. században épült.
- Église Ste-Jeanne-d’Arc – a templom egykor annak a kórháznak a nagy csarnoka volt, amelyet 1180-ban II. Henrik angol király alapított, vezeklésül, mert megölette Becket Tamást.
- Abbaye de I’Épau – a város határában található apátságot Blanka királyné alapította 1229-ben, s férje, Oroszlánszívű Richárd halála után ide vonult vissza.
- Circuit de la Sarthe - Sarthe versenypálya, a Le Mans-i 24 órás pályája

## Híres Le Mans-iak
- Emmanuel Moire (1979–) énekes

## Testvérvárosok
- Egyesült Királyság - Bolton
- Nyugat-Szahara - Haouza
- Németország - Paderborn
- Oroszország - Rosztov
- Japán - Szuzuka
- Görögország - Vólosz